# Lista över fornlämningar i Uppsala kommun (Danmark)
Lista över fornlämningar i Uppsala kommun (Danmark) är en förteckning av ett urval av de fornlämningar som finns i Danmark i Uppsala kommun.
| Namn                           | Lämningstyp             | Tillkomsttid | Historisk indelning | Plats | Läge                 | ID-nr          | Bild                                      |
| ------------------------------ | ----------------------- | ------------ | ------------------- | ----- | -------------------- | -------------- | ----------------------------------------- |
| Danmark 2:1                    | Gravfält                |              | Danmark, Uppland    |       | 59.848441, 17.775476 | 10021600020001 | Ladda upp en bild av detta fornminne      |
| U 956 (Danmark 4:1)            | Runristning             |              | Danmark, Uppland    |       | 59.848182, 17.771029 | 10021600040001 | Ladda upp en till bild av detta fornminne |
| U 957 (Danmark 8:1)            | Runristning             |              | Danmark, Uppland    |       | 59.846292, 17.767903 | 10021600080001 | Ladda upp en till bild av detta fornminne |
| Danmark 9:1                    | Gravfält                |              | Danmark, Uppland    |       | 59.856911, 17.758230 | 10021600090001 | Ladda upp en bild av detta fornminne      |
| Danmark 10:1                   | Gravfält                |              | Danmark, Uppland    |       | 59.855919, 17.758481 | 10021600100001 | Ladda upp en bild av detta fornminne      |
| Danmark 11:1                   | Gravfält                |              | Danmark, Uppland    |       | 59.850158, 17.745677 | 10021600110001 | Ladda upp en bild av detta fornminne      |
| Danmark 13:1                   | Stensättning            |              | Danmark, Uppland    |       | 59.850486, 17.749985 | 10021600130001 | Ladda upp en bild av detta fornminne      |
| Danmark 14:1                   | Hög                     |              | Danmark, Uppland    |       | 59.848114, 17.750861 | 10021600140001 | Ladda upp en bild av detta fornminne      |
| Danmark 14:2                   | Stensättning            |              | Danmark, Uppland    |       | 59.848213, 17.750679 | 10021600140002 | Ladda upp en bild av detta fornminne      |
| Danmark 15:1                   | Hög                     |              | Danmark, Uppland    |       | 59.848748, 17.748779 | 10021600150001 | Ladda upp en bild av detta fornminne      |
| Danmark 15:2                   | Hög                     |              | Danmark, Uppland    |       | 59.848846, 17.749004 | 10021600150002 | Ladda upp en bild av detta fornminne      |
| Danmark 15:3                   | Stensättning            |              | Danmark, Uppland    |       | 59.848665, 17.749002 | 10021600150003 | Ladda upp en bild av detta fornminne      |
| Danmark 15:4                   | Stensättning            |              | Danmark, Uppland    |       | 59.848576, 17.748831 | 10021600150004 | Ladda upp en bild av detta fornminne      |
| Danmark 16:1                   | Stensättning            |              | Danmark, Uppland    |       | 59.848677, 17.747044 | 10021600160001 | Ladda upp en bild av detta fornminne      |
| Danmark 22:1                   | Gravfält                |              | Danmark, Uppland    |       | 59.862855, 17.745221 | 10021600220001 | Ladda upp en till bild av detta fornminne |
| Danmark 23:1                   | Gravfält                |              | Danmark, Uppland    |       | 59.865156, 17.741427 | 10021600230001 | Ladda upp en bild av detta fornminne      |
| U 949 (Danmark 24:1)           | Runristning             |              | Danmark, Uppland    |       | 59.863993, 17.734289 | 10021600240001 | Ladda upp en till bild av detta fornminne |
| Danmark 25:1                   | Hög                     |              | Danmark, Uppland    |       | 59.866425, 17.733063 | 10021600250001 | Ladda upp en bild av detta fornminne      |
| Danmark 26:1                   | Gravfält                |              | Danmark, Uppland    |       | 59.866714, 17.734027 | 10021600260001 | Ladda upp en bild av detta fornminne      |
| Danmark 27:1                   | Stensättning            |              | Danmark, Uppland    |       | 59.867225, 17.733671 | 10021600270001 | Ladda upp en bild av detta fornminne      |
| Danmark 30:1                   | Stensättning            |              | Danmark, Uppland    |       | 59.869628, 17.732023 | 10021600300001 | Ladda upp en bild av detta fornminne      |
| Danmark 31:1                   | Stensättning            |              | Danmark, Uppland    |       | 59.869765, 17.731374 | 10021600310001 | Ladda upp en bild av detta fornminne      |
| Danmark 32:1                   | Gravfält                |              | Danmark, Uppland    |       | 59.870784, 17.732828 | 10021600320001 | Ladda upp en bild av detta fornminne      |
| Knösen (Danmark 33:1)          | Hög                     |              | Danmark, Uppland    |       | 59.871625, 17.732160 | 10021600330001 | Ladda upp en bild av detta fornminne      |
| Danmark 34:1                   | Gravfält                |              | Danmark, Uppland    |       | 59.868282, 17.736355 | 10021600340001 | Ladda upp en bild av detta fornminne      |
| Danmark 38:1                   | Stensättning            |              | Danmark, Uppland    |       | 59.844733, 17.734946 | 10021600380001 | Ladda upp en bild av detta fornminne      |
| Danmark 38:3                   | Stensättning            |              | Danmark, Uppland    |       | 59.844834, 17.735085 | 10021600380003 | Ladda upp en bild av detta fornminne      |
| Danmark 38:4                   | Stensättning            |              | Danmark, Uppland    |       | 59.844565, 17.735079 | 10021600380004 | Ladda upp en bild av detta fornminne      |
| Danmark 39:1                   | Gravfält                |              | Danmark, Uppland    |       | 59.849857, 17.724276 | 10021600390001 | Ladda upp en bild av detta fornminne      |
| Danmark 43:1                   | Stensättning            |              | Danmark, Uppland    |       | 59.843119, 17.739816 | 10021600430001 | Ladda upp en bild av detta fornminne      |
| Danmark 44:1                   | Stensättning            |              | Danmark, Uppland    |       | 59.843633, 17.738277 | 10021600440001 | Ladda upp en bild av detta fornminne      |
| Danmark 46:1                   | Hög                     |              | Danmark, Uppland    |       | 59.842598, 17.738205 | 10021600460001 | Ladda upp en bild av detta fornminne      |
| Danmark 47:1                   | Stensättning            |              | Danmark, Uppland    |       | 59.842172, 17.738495 | 10021600470001 | Ladda upp en bild av detta fornminne      |
| Danmark 50:1                   | Hög                     |              | Danmark, Uppland    |       | 59.839069, 17.739911 | 10021600500001 | Ladda upp en bild av detta fornminne      |
| Danmark 50:2                   | Hög                     |              | Danmark, Uppland    |       | 59.838999, 17.740071 | 10021600500002 | Ladda upp en bild av detta fornminne      |
| Danmark 50:5                   | Stensättning            |              | Danmark, Uppland    |       | 59.839164, 17.739803 | 10021600500005 | Ladda upp en bild av detta fornminne      |
| Danmark 51:1                   | Gravfält                |              | Danmark, Uppland    |       | 59.837827, 17.738691 | 10021600510001 | Ladda upp en bild av detta fornminne      |
| Danmark 52:1                   | Stensättning            |              | Danmark, Uppland    |       | 59.836042, 17.739475 | 10021600520001 | Ladda upp en bild av detta fornminne      |
| Danmark 53:1                   | Stensättning            |              | Danmark, Uppland    |       | 59.838558, 17.734741 | 10021600530001 | Ladda upp en bild av detta fornminne      |
| Danmark 54:1                   | Stensättning            |              | Danmark, Uppland    |       | 59.837751, 17.743590 | 10021600540001 | Ladda upp en bild av detta fornminne      |
| Danmark 56:1                   | Gravfält                |              | Danmark, Uppland    |       | 59.833530, 17.739028 | 10021600560001 | Ladda upp en bild av detta fornminne      |
| Danmark 57:1                   | Gravfält                |              | Danmark, Uppland    |       | 59.837139, 17.752573 | 10021600570001 | Ladda upp en bild av detta fornminne      |
| Danmark 58:1                   | Gravfält                |              | Danmark, Uppland    |       | 59.836482, 17.754101 | 10021600580001 | Ladda upp en bild av detta fornminne      |
| Danmark 59:1                   | Gravfält                |              | Danmark, Uppland    |       | 59.836672, 17.756022 | 10021600590001 | Ladda upp en bild av detta fornminne      |
| U 946 (Danmark 60:1)           | Runristning             |              | Danmark, Uppland    |       | 59.833286, 17.744908 | 10021600600001 | Ladda upp en till bild av detta fornminne |
| U 945 (Danmark 61:1)           | Runristning             |              | Danmark, Uppland    |       | 59.833076, 17.744483 | 10021600610001 | Ladda upp en till bild av detta fornminne |
| Danmark 62:1                   | Gravfält                |              | Danmark, Uppland    |       | 59.845627, 17.708904 | 10021600620001 | Ladda upp en bild av detta fornminne      |
| Danmark 63:1                   | Gravfält                |              | Danmark, Uppland    |       | 59.843331, 17.716500 | 10021600630001 | Ladda upp en bild av detta fornminne      |
| Danmark 64:1                   | Gravfält                |              | Danmark, Uppland    |       | 59.841245, 17.715471 | 10021600640001 | Ladda upp en bild av detta fornminne      |
| Danmark 65:1                   | Hög                     |              | Danmark, Uppland    |       | 59.840848, 17.717344 | 10021600650001 | Ladda upp en bild av detta fornminne      |
| U 951 (Danmark 67:1)           | Runristning             |              | Danmark, Uppland    |       | 59.839755, 17.714819 | 10021600670001 | Ladda upp en till bild av detta fornminne |
| Danmark 68:1                   | Stensättning            |              | Danmark, Uppland    |       | 59.840622, 17.718636 | 10021600680001 | Ladda upp en bild av detta fornminne      |
| Danmark 68:2                   | Hög                     |              | Danmark, Uppland    |       | 59.840705, 17.718944 | 10021600680002 | Ladda upp en bild av detta fornminne      |
| Danmark 69:1                   | Gravfält                |              | Danmark, Uppland    |       | 59.841068, 17.726074 | 10021600690001 | Ladda upp en bild av detta fornminne      |
| Danmark 70:1                   | Stensättning            |              | Danmark, Uppland    |       | 59.836142, 17.722084 | 10021600700001 | Ladda upp en bild av detta fornminne      |
| Danmark 70:2                   | Stensättning            |              | Danmark, Uppland    |       | 59.835935, 17.722144 | 10021600700002 | Ladda upp en bild av detta fornminne      |
| Danmark 71:1                   | Gravfält                |              | Danmark, Uppland    |       | 59.834091, 17.723161 | 10021600710001 | Ladda upp en bild av detta fornminne      |
| Danmark 72:1                   | Gravfält                |              | Danmark, Uppland    |       | 59.833252, 17.727724 | 10021600720001 | Ladda upp en bild av detta fornminne      |
| U 950 (Danmark 73:1)           | Runristning             |              | Danmark, Uppland    |       | 59.841084, 17.757792 | 10021600730001 | Ladda upp en till bild av detta fornminne |
| Danmark 74:1                   | Gravfält                |              | Danmark, Uppland    |       | 59.844364, 17.766714 | 10021600740001 | Ladda upp en bild av detta fornminne      |
| Danmark 75:1                   | Hög                     |              | Danmark, Uppland    |       | 59.839324, 17.760741 | 10021600750001 | Ladda upp en bild av detta fornminne      |
| Danmark 76:1                   | Gravfält                |              | Danmark, Uppland    |       | 59.836383, 17.758394 | 10021600760001 | Ladda upp en bild av detta fornminne      |
| Danmark 77:1                   | Gravfält                |              | Danmark, Uppland    |       | 59.836091, 17.761180 | 10021600770001 | Ladda upp en bild av detta fornminne      |
| Danmark 78:1                   | Gravfält                |              | Danmark, Uppland    |       | 59.835834, 17.763377 | 10021600780001 | Ladda upp en bild av detta fornminne      |
| Danmark 79:1                   | Stensättning            |              | Danmark, Uppland    |       | 59.835516, 17.764643 | 10021600790001 | Ladda upp en bild av detta fornminne      |
| Danmark 80:1                   | Gravfält                |              | Danmark, Uppland    |       | 59.828741, 17.763723 | 10021600800001 | Ladda upp en bild av detta fornminne      |
| Danmark 82:1                   | Stensättning            |              | Danmark, Uppland    |       | 59.828950, 17.757108 | 10021600820001 | Ladda upp en bild av detta fornminne      |
| Danmark 83:1                   | Stensättning            |              | Danmark, Uppland    |       | 59.835315, 17.764064 | 10021600830001 | Ladda upp en bild av detta fornminne      |
| Danmark 83:2                   | Stensättning            |              | Danmark, Uppland    |       | 59.835209, 17.763826 | 10021600830002 | Ladda upp en bild av detta fornminne      |
| Danmark 85:1                   | Gravfält                |              | Danmark, Uppland    |       | 59.830354, 17.771290 | 10021600850001 | Ladda upp en bild av detta fornminne      |
| Danmark 86:1                   | Hög                     |              | Danmark, Uppland    |       | 59.827056, 17.755114 | 10021600860001 | Ladda upp en bild av detta fornminne      |
| Danmark 86:2                   | Stensättning            |              | Danmark, Uppland    |       | 59.827193, 17.754934 | 10021600860002 | Ladda upp en bild av detta fornminne      |
| Danmark 87:1                   | Gravfält                |              | Danmark, Uppland    |       | 59.820620, 17.759218 | 10021600870001 | Ladda upp en bild av detta fornminne      |
| Danmark 88:1                   | Stensättning            |              | Danmark, Uppland    |       | 59.820122, 17.761577 | 10021600880001 | Ladda upp en bild av detta fornminne      |
| Danmark 89:1                   | Gravfält                |              | Danmark, Uppland    |       | 59.819974, 17.763587 | 10021600890001 | Ladda upp en bild av detta fornminne      |
| Danmark 90:1                   | Gravfält                |              | Danmark, Uppland    |       | 59.819527, 17.762217 | 10021600900001 | Ladda upp en bild av detta fornminne      |
| Danmark 91:1                   | Stensättning            |              | Danmark, Uppland    |       | 59.819648, 17.755907 | 10021600910001 | Ladda upp en bild av detta fornminne      |
| Danmark 91:2                   | Stensättning            |              | Danmark, Uppland    |       | 59.819567, 17.756187 | 10021600910002 | Ladda upp en bild av detta fornminne      |
| Gastholmen (Danmark 94:1)      | Gravfält                |              | Danmark, Uppland    |       | 59.817150, 17.773105 | 10021600940001 | Ladda upp en bild av detta fornminne      |
| Danmark 96:1                   | Stensättning            |              | Danmark, Uppland    |       | 59.811850, 17.774584 | 10021600960001 | Ladda upp en bild av detta fornminne      |
| Danmark 97:1                   | Gravfält                |              | Danmark, Uppland    |       | 59.808312, 17.771997 | 10021600970001 | Ladda upp en bild av detta fornminne      |
| Danmark 99:1                   | Gravfält                |              | Danmark, Uppland    |       | 59.825251, 17.736343 | 10021600990001 | Ladda upp en bild av detta fornminne      |
| U 948 (Danmark 99:2)           | Runristning             |              | Danmark, Uppland    |       | 59.825238, 17.736749 | 10021600990002 | Ladda upp en till bild av detta fornminne |
| U 947 (Danmark 101:1)          | Runristning             |              | Danmark, Uppland    |       | 59.824532, 17.731871 | 10021601010001 | Ladda upp en till bild av detta fornminne |
| Danmark 102:1                  | Gravfält                |              | Danmark, Uppland    |       | 59.815135, 17.741910 | 10021601020001 | Ladda upp en bild av detta fornminne      |
| Danmark 103:1                  | Gravfält                |              | Danmark, Uppland    |       | 59.815834, 17.739468 | 10021601030001 | Ladda upp en bild av detta fornminne      |
| Danmark 105:1                  | Gravfält                |              | Danmark, Uppland    |       | 59.817815, 17.735733 | 10021601050001 | Ladda upp en bild av detta fornminne      |
| Danmark 108:1                  | Gravfält                |              | Danmark, Uppland    |       | 59.824024, 17.695492 | 10021601080001 | Ladda upp en bild av detta fornminne      |
| Danmark 111:1                  | Gravfält                |              | Danmark, Uppland    |       | 59.823694, 17.712802 | 10021601110001 | Ladda upp en bild av detta fornminne      |
| Danmark 112:1                  | Gravfält                |              | Danmark, Uppland    |       | 59.821072, 17.702218 | 10021601120001 | Ladda upp en bild av detta fornminne      |
| Aspkällsbacken (Danmark 113:1) | Gravfält                |              | Danmark, Uppland    |       | 59.821105, 17.723994 | 10021601130001 | Ladda upp en bild av detta fornminne      |
| Danmark 115:1                  | Gravfält                |              | Danmark, Uppland    |       | 59.812826, 17.685603 | 10021601150001 | Ladda upp en bild av detta fornminne      |
| Hasselbacken (Danmark 117:1)   | Gravfält                |              | Danmark, Uppland    |       | 59.817329, 17.677073 | 10021601170001 | Ladda upp en bild av detta fornminne      |
| Danmark 120:1                  | Gravfält                |              | Danmark, Uppland    |       | 59.809735, 17.680004 | 10021601200001 | Ladda upp en bild av detta fornminne      |
| Danmark 121:1                  | Stensättning            |              | Danmark, Uppland    |       | 59.821728, 17.761798 | 10021601210001 | Ladda upp en bild av detta fornminne      |
| Danmark 121:2                  | Stensättning            |              | Danmark, Uppland    |       | 59.821499, 17.761738 | 10021601210002 | Ladda upp en bild av detta fornminne      |
| Danmark 121:3                  | Stensättning            |              | Danmark, Uppland    |       | 59.821532, 17.761486 | 10021601210003 | Ladda upp en bild av detta fornminne      |
| Danmark 123:1                  | Gravfält                |              | Danmark, Uppland    |       | 59.848930, 17.774232 | 10021601230001 | Ladda upp en bild av detta fornminne      |
| Danmark 128:1                  | Gravfält                |              | Danmark, Uppland    |       | 59.821838, 17.701331 | 10021601280001 | Ladda upp en bild av detta fornminne      |
| Mörka backen (Danmark 135:1)   | Stensättning            |              | Danmark, Uppland    |       | 59.836461, 17.734340 | 10021601350001 | Ladda upp en bild av detta fornminne      |
| Danmark 141:1                  | Stensättning            |              | Danmark, Uppland    |       | 59.829749, 17.769341 | 10021601410001 | Ladda upp en bild av detta fornminne      |
| Danmark 141:2                  | Stensättning            |              | Danmark, Uppland    |       | 59.829864, 17.769550 | 10021601410002 | Ladda upp en bild av detta fornminne      |
| Danmark 141:3                  | Stensättning            |              | Danmark, Uppland    |       | 59.829830, 17.769919 | 10021601410003 | Ladda upp en bild av detta fornminne      |
| Danmark 181                    | Stensättning            |              | Danmark, Uppland    |       | 59.840535, 17.723451 | 12000000048402 | Ladda upp en bild av detta fornminne      |
| Danmark 184                    | Stensättning            |              | Danmark, Uppland    |       | 59.840492, 17.723078 | 12000000048405 | Ladda upp en bild av detta fornminne      |
| Danmark 185                    | Stensättning            |              | Danmark, Uppland    |       | 59.842413, 17.726623 | 12000000048406 | Ladda upp en bild av detta fornminne      |
| Danmark 186                    | Stensättning            |              | Danmark, Uppland    |       | 59.842486, 17.726728 | 12000000048407 | Ladda upp en bild av detta fornminne      |
| Danmark 187                    | Hällristning            |              | Danmark, Uppland    |       | 59.843262, 17.719848 | 12000000048408 | Ladda upp en bild av detta fornminne      |
| Danmark 196                    | Stensättning            |              | Danmark, Uppland    |       | 59.842516, 17.727752 | 12000000048461 | Ladda upp en bild av detta fornminne      |
| Danmark 197                    | Stensättning            |              | Danmark, Uppland    |       | 59.842367, 17.727670 | 12000000048462 | Ladda upp en bild av detta fornminne      |
| Danmark 199                    | Grav- och boplatsområde |              | Danmark, Uppland    |       | 59.823333, 17.711425 | 12000000057720 | Ladda upp en bild av detta fornminne      |
| Danmark 201                    | Hällristning            |              | Danmark, Uppland    |       | 59.841596, 17.722598 | 12000000077499 | Ladda upp en bild av detta fornminne      |
| Danmark 202                    | Hällristning            |              | Danmark, Uppland    |       | 59.841574, 17.722882 | 12000000077505 | Ladda upp en bild av detta fornminne      |
| Danmark 203                    | Hällristning            |              | Danmark, Uppland    |       | 59.841906, 17.726576 | 12000000077507 | Ladda upp en bild av detta fornminne      |
| Danmark 204                    | Hällristning            |              | Danmark, Uppland    |       | 59.842479, 17.727947 | 12000000077509 | Ladda upp en bild av detta fornminne      |
| Danmark 205                    | Hällristning            |              | Danmark, Uppland    |       | 59.843266, 17.725049 | 12000000077512 | Ladda upp en bild av detta fornminne      |
| Danmark 206                    | Hällristning            |              | Danmark, Uppland    |       | 59.839257, 17.725960 | 12000000077514 | Ladda upp en bild av detta fornminne      |
| Danmark 218                    | Stensättning            |              | Danmark, Uppland    |       | 59.818275, 17.774821 | 12000000122749 | Ladda upp en bild av detta fornminne      |